# Romania (revue)
Romania est une revue française consacrée à l’étude des langues et littératures romanes. Elle a été fondée en 1872 par Paul Meyer et Gaston Paris.

## Directeurs et rédactions
- 1904 : Antoine Thomas[2]
- 1912 : Mario Roques[2]
- 1961 : Félix Lecoy[3]
- 2011 : Geneviève Hasenhor et Michel Zink
- 2013 : Jean-René Valette et François Zufferey
- 2014 : Sylvie Lefèvre et Jean-René Valette